# Martín de Bilbao
Martín de Bilbao o Martín Bilbao (n. España, ? - m. Chupas, Perú, 16 de septiembre de 1542) fue un conquistador español que actuó en la conquista del Perú, el descubrimiento de Chile y en las guerras civiles entre los conquistadores, militando en el bando almagrista. Como militar se hizo fama de valeroso y temerario. Se le sindica como uno de los asesinos de Francisco Pizarro, disputando con Juan de Rada y Juan Balsa la autoría de la estocada en la garganta que acabó con la vida del marqués conquistador. 

## Biografía

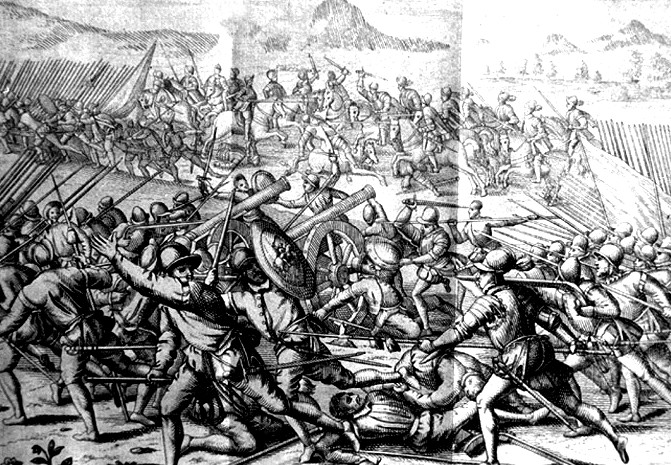
Batalla de las Salinas

Sirvió primero en México como soldado de infantería y pasó al Perú en 1534 en la armada del adelantado Pedro de Alvarado. Pronto se vinculó a Almagro el Viejo, a quien posiblemente acompañó en su expedición a Chile. Luego participó en la guerra civil entre pizarristas y almagristas cuya primera fase culminó en la batalla de las Salinas, el 6 de abril de 1538, donde fue derrotado Almagro el Viejo. Tras el apresamiento y ejecución de éste, Bilbao empezó a tener mayor figuración en el bando almagrista, acercándose a Diego de Almagro el Mozo, que a la sazón vivía en Lima.
Se confabuló con los otros almagristas para asesinar al marqués gobernador Francisco Pizarro, saliendo todos ellos a cumplir este propósito el domingo 26 de junio de 1541, cruzando la Plaza de Armas encabezados por Juan de Rada y penetrando en grupo a la casa de Pizarro. En el ingreso fue reconocido por el paje Diego de Vargas, quien alertó a Pizarro y a los suyos, pero los almagristas no se arredraron y avanzaron, subiendo la escalera e ingresando al salón. Como no hallaron allí a Pizarro, Bilbao fue a buscarlo hasta su cámara, pero salió a impedirle el paso Juan Ortiz de Zarate, quien le propinó dos golpes de alabarda, hiriéndolo. Pese a ello, Bilbao se sobrepuso y atacó con bríos al marqués, en unión de sus secuaces, y según una fuente, él fue quien le dio la estocada mortal (aunque la versión más aceptada es que el autor de esa estocada fue Juan de Rada).
Cometido el crimen, Bilbao volvió a la Plaza de Armas, participando de las felicitaciones del caso, tras lo cual se dirigió a la Iglesia Mayor y, sin ingresar a ella, desde el atrio vociferó amenazas e insultos a los pizarristas refugiados en el recinto sagrado. En los días siguientes se preocupó animosamente en reclutar hombres para el ejército rebelde, extendiéndose su acción a juntar cabalgaduras y armas.
Mientras tanto, en el Cuzco, el capitán general Perálvarez Holguín, al enterase del papel cumplido por Bilbao en el asesinato de Pizarro, lo condenó a muerte y le arrebató sus bienes por traidor a su Rey (30 de agosto de 1541). Almagro el Mozo, para desagraviar a Bilbao, le dio los indios de Mancio Sierra de Leguízamo. 

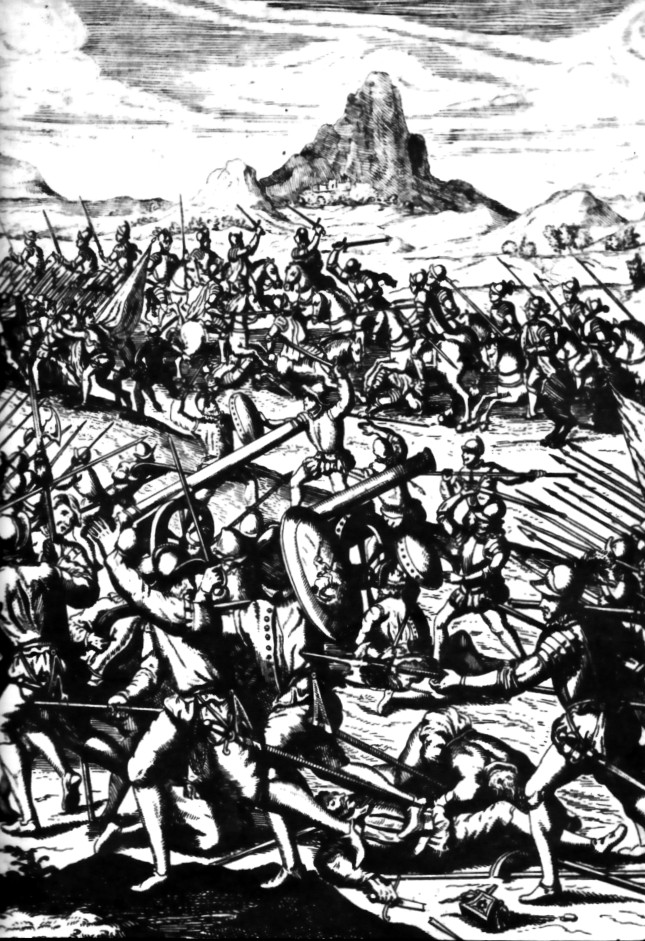
Batalla de Chupas

Con el ejército rebelde Bilbao salió de Lima y subió al Cuzco, donde obtuvo primero el grado de capitán de infantes y posteriormente de capitán superior o jefe de la infantería. Salieron luego de la ciudad imperial y se dirigieron hacia el norte, para encontrarse con el ejército realista que avanzaba bajo el mando de Cristóbal Vaca de Castro. En Curahuasi, Bilbao fue de los más entusiastas en propiciar conversaciones con el adversario, y en Vilcas, el 4 de septiembre de 1542, fue uno de los 42 jefes rebeldes que escribieron a Vaca de Castro advirtiéndole que la causa almagrista era la del Rey. Vaca respondió que de ser así Almagro debía deshacer sus tropas, deponer las armas y entregar a los asesinos de Pizarro, encabezando esta lista Martín de Bilbao. No se llegó a acuerdo alguno y ambos bandos se alistaron para la batalla.
La batalla se libró en Chupas, el 16 de septiembre de 1542. Bilbao comandó a la infantería almagrista, aunque él iba a caballo. Luchó con valor y ánimo, diciendo a voces que él había matado a Pizarro. Ya al atardecer y al vislumbrarse la derrota almagrista, Bilbao aguijó su corcel y se abalanzó sobre sus adversarios, quienes lo atacaron masivamente y lo mataron. Finalizada la batalla, su cadáver fue arrastrado con voz de pregonero y luego descuartizado.
Nunca quedó en claro si fue Bilbao, Juan de Rada o Juan Balsa quien mató a Pizarro. Aunque se ha extendido la versión de que el autor de la estocada en la garganta al marqués fue Juan de Rada (o Herrada), existe todavía una fuerte posibilidad de que tal hazaña corresponda a Bilbao.